# Rhymbomicrus lobatus
Rhymbomicrus lobatus är en skalbaggsart som först beskrevs av Leconte och Horn 1883.  Rhymbomicrus lobatus ingår i släktet Rhymbomicrus och familjen svampbaggar. Inga underarter finns listade i Catalogue of Life.